# Messe solennelle en l’honneur de Sainte-Cécile

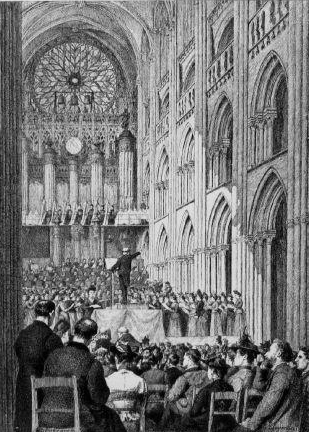
Aufführung der Messe in St-Eustache

Die Messe solennelle en l’honneur de Sainte-Cécile in G-Dur, im Deutschen meist kurz Cäcilienmesse genannt, ist eine Messe von Charles Gounod für drei Solostimmen, vierstimmigen Chor, Orchester und Orgel. Sie ist der heiligen Cäcilia, der Schutzpatronin der Kirchenmusik, gewidmet.

## Bedeutung und Entstehung
Die Cäcilienmesse ist wohl das bekannteste kirchenmusikalische Werk von Charles Gounod. Er komponierte sie im Alter von 37 Jahren. Sie ragt aus seinen übrigen Messen durch ihre ausgesprochen üppige Orchesterbegleitung hervor, während die meisten anderen Messen Gounods neben den Sängern höchstens eine Orgel benötigen.
Die Cäcilienmesse wurde am 22. November 1855, dem Jahrestag der Hl. Cäcilia, in St-Eustache de Paris uraufgeführt. Der damals ebenfalls anwesende Komponist Camille Saint-Saëns schrieb später:

„Die Aufführung der Cäcilienmesse rief eine Art Benommenheit hervor. Diese Einfachheit, diese Größe, dieses reine Licht, das sich über die Musikwelt wie eine Dämmerung breitete, setzte die Leute sehr in Erstaunen: Man fühlte, dass hier ein Genie tätig gewesen war ... glänzende Strahlen gingen von dieser Messe aus ... zunächst war man geblendet, dann berauscht und schließlich überwältigt.“

Noch zu Lebzeiten Gounods erschienen zahlreiche Ausgaben und Bearbeitungen der Messe, was ein Hinweis auf die große Popularität des Werkes ist.

## Besetzung
Gounod schreibt seine Messe solennelle für großes  Sinfonieorchester. Besonderheiten der Besetzung finden sich beim Harfen-Part, für dessen Ausführung Gounod sechs Harfen verlangt. An herausgehobenen Stellen in Gloria und Sanctus verwendet er zwei für das französische romantische Orchester typische Cornets à Pistons (Ventilkornette). Im Benedictus und im Agnus Dei setzt Gounod als erster Komponist den 1850 in Paris neu entwickelten Oktobass ein, ein überdimensionales Streichinstrument der Violonen-Familie. Die große Kathedral-Orgel setzt Gounod zumeist im Grand jeu ein, d. h. mit allen zur Verfügung stehenden Registern. Er erreicht damit die typische Wirkung eines Sakralklanges.
Der Vokalpart wird auf drei Solisten (Sopran, Tenor und Bass) und einen vier- bis sechsstimmig gemischten Chor verteilt, wobei die Solisten an vielen Stellen – und im Kyrie durchgehend – als Ensemble behandelt werden.

## Textliche Besonderheiten
An vier Stellen weicht die Cäcilienmesse vom üblichen lateinischen Ordinarium ab, nämlich im Gloria, im Agnus Dei sowie durch die in anderen Messen überhaupt nicht enthaltenen Fürbitten. Darüber hinaus enthält die Messe auch ein rein orchestrales Offertorium, was zur damaligen Zeit nicht unüblich war.

### Gloria
Im Gloria folgt auf die Worte miserere nobis die Anrufung Domine Jesu, um die Eindringlichkeit der Bitte zu unterstreichen.

### Agnus Dei
Im Agnus Dei  folgen, ebenfalls auf die beiden Abschnitte miserere nobis, die Worte
Domine, non sum dignus ut intres sub tectum meum, sed tantum dic verbo, et sanabitur anima mea (zu deutsch: Herr, ich bin nicht würdig, dass Du eingehst unter mein Dach, aber sprich nur ein Wort, so wird meine Seele gesund).
Diese Abschnitte werden beim ersten Mal vom Tenorsolisten, beim zweiten Mal von der Sopransolistin gesungen.
Außerdem hat Gounod ganz am Schluss des Agnus Dei noch dreimal das Wort Amen angefügt.

### Fürbitten
Die Fürbitten besaßen ursprünglich den folgenden Text:
Domine, salvum fac Imperatorem nostrum Napoleonem, et exaudi nos in die qua invocaverimus te (zu deutsch: Herr, segne unseren Kaiser Napoleon und erhöre uns an diesem Tag, an dem wir zu Dir rufen).
Da diese Fürbitte (die Napoléon III. gewidmet ist und nicht Napoléon Bonaparte) nicht mehr zeitgemäß ist, wird heute meist ein abgeänderter Text verwendet. Je nach Staatsform wird in der Regel entweder gesungen Domine, salvum fac regem nostrum (Herr, segne unseren König) ... oder aber Domine, salvam fac rem publicam (Herr, segne den Staat) ....
Dieser Text wird dreimal gesungen, wobei die einzelnen Wiederholungen  mit Prière de l'Eglise (Gebet der Kirche), Prière de l'Armée (Gebet der Armee) und Prière de la Nation (Gebet der Nation) überschrieben sind. Der erste Durchgang wird vom gesamten Chor gesungen, wobei das Orchester nur bei der Einleitung zum Einsatz kommt und die Chorpassage selbst a cappella ist. Das Gebet der Armee singen die Männerstimmen unisono und werden dabei von den Bläsern und dem Schlagwerk begleitet. Dies gibt dem Ganzen einen militärischen Klang, da ja gerade Blasinstrumente und Schlagwerk bei der Militärmusik verwendet werden. Bei der letzten Wiederholung schließlich kommen der gesamte Chor und das gesamte Orchester zum Einsatz.

## Musikalische Besonderheiten

### Gloria
Im Gloria zeichnet Gounod in den ersten 36 Takten ein zartes, ruhiges Bild der Heiligen Nacht. Nach 10 Takten langsamem melodiösem Hornsolo als Einleitung verkündet ein Sopran engelsgleich Gloria in excelsis Deo .... Im Gegensatz zu manch anderem Gloria, das gleich mit voller Kraft loslegt, hört man hier eine zurückhaltende, getragene, aber umso mehr beeindruckende Stimmung. Erst beim Laudamus te ... setzen Orchester und Chor an, das Lob Gottes lautstark zu verkünden.

### Orchesterbesetzung
Gounod setzte als erster Komponist bei dieser Messe den neu entwickelten Oktobass ein. Die große Ducroquet/Gonzalez-Orgel von St-Eustache verwendet Gounod vielfach im Grand jeu, mit allen Registern.

## Sonstiges
Das Sanctus dieser Messe wurde als Filmmusik in Werner Herzogs Dracula-Film Nosferatu – Phantom der Nacht (1978) verwendet.

## Bekannte Einspielungen
- Irmgard Seefried – Gerhard Stolze – Hermann Uhde – Tschechischer Sängerchor Prag – Tschechische Philharmonie – Dirigent: Igor Markevitch, Aufnahme aus dem Rudolfinum, Prag, Juni 1965; CD DGG 427 409-2 bzw. DGG 00289 477 7114
- Pilar Lorengar – Heinz Hoppe – Franz Crass  – Orchestre de la Société des Concerts du Conservatoire – Jean-Claude Hartemann, Aufnahme v. 1963 in St. Roch, Paris; CD EMI Classics 5 74565 2